# 副油箱

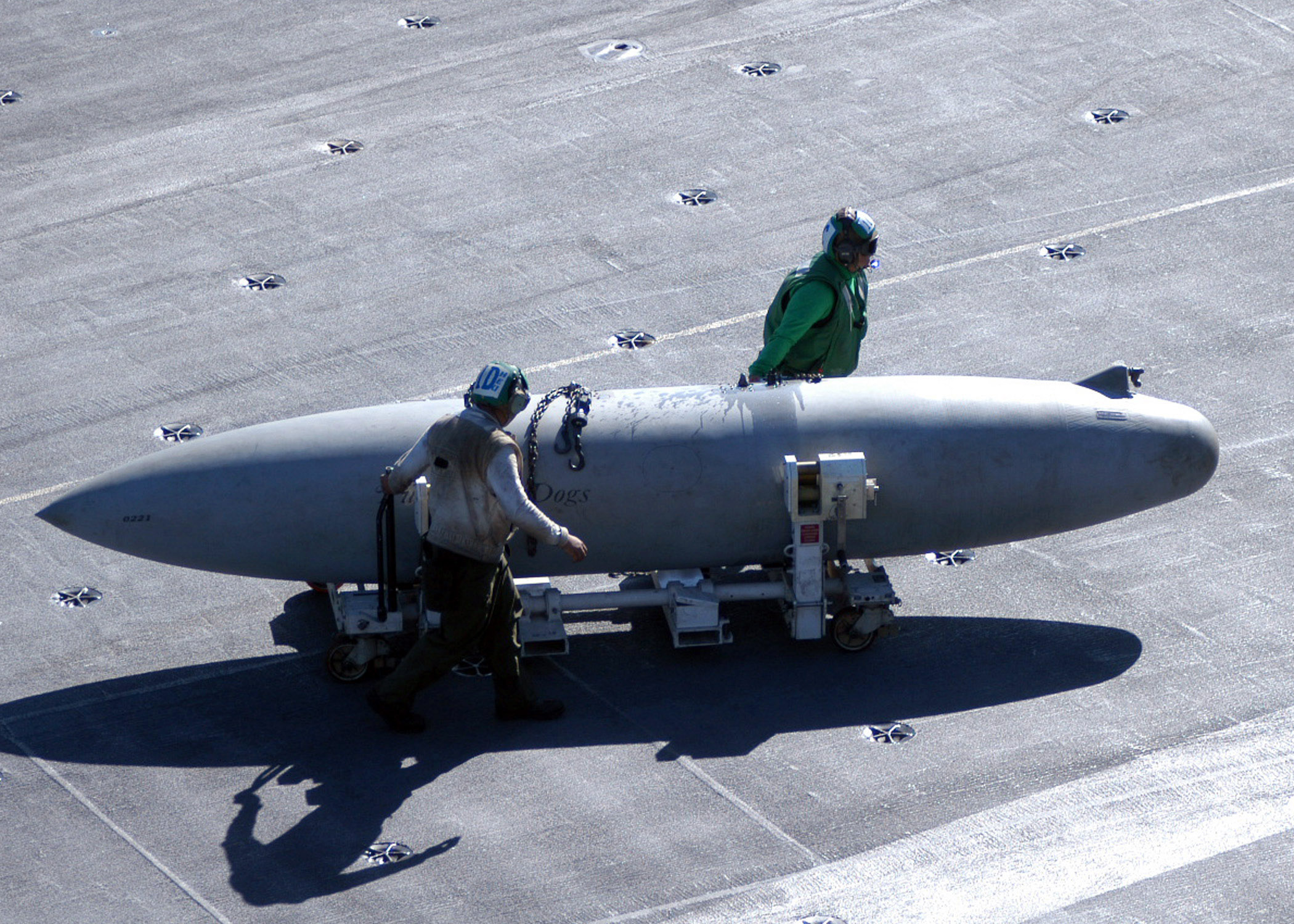
副油箱

副油箱是指在飛機機身以外攜帶燃料的空間，常見的稱呼還有輔助燃料箱。副油箱是為了延伸飛機的航程或者是滯空時間，在空中加油技術普遍以前，這是唯一的途徑。目前僅有軍用飛機使用。

## 安裝型態
副油箱的安裝型態可以分成兩類：不可拋棄與可拋棄。

### 不可拋棄
早期不可拋棄的副油箱外型與後來的流線形設計完全不同，為了配合安裝部位機身的曲線，需要特別為使用的飛機設計。使用時需要固定在機身下方預定處，對於飛機的性能影響很大，甚至會出現難以控制的情況，幾乎不使用於作戰任務中，僅用於運輸飛行上。
二次世界大戰初期有部分飛機使用的流線形副油箱無法在需要時加以拋棄，由於對飛機的性能也有影響，可拋棄的副油箱稍後幾乎全部取代這一類的使用。
進入噴射機時代的部分飛機在機翼兩端會加裝不可拋棄的副油箱。這一類副油箱同時具有抑制機翼結構震動或者是扭曲的情形，使用的機種包過T-33教練機、F-5A/B戰鬥機、F-104戰鬥機，以及部分B-52轟炸機在機翼下的300加崙副油箱等等。
只有非常少數的機種會在機身內設置副油箱，目前僅有俄羅斯的Su-27戰鬥機在設計上宣稱副油箱是在機身當中；此外，美製F-15系列戰鬥機會在進氣道兩側裝置「適型油箱」，除了增加航程與酬載量外，也不至於過度破壞戰鬥機的流線型設計，進而減少風阻。

### 可拋棄
可拋棄副油箱多設計為流線形，以減低使用時對飛機產生嚴重影響。飛機需要加裝接合與轉換的結構，同時燃料線路需要在拋棄副油箱之後可以關閉。

## 安裝位置
副油箱常見的安裝位置包括：
- 機翼兩端

現已罕用，常裝置在教練機上。
- 機翼下方
- 機身下方

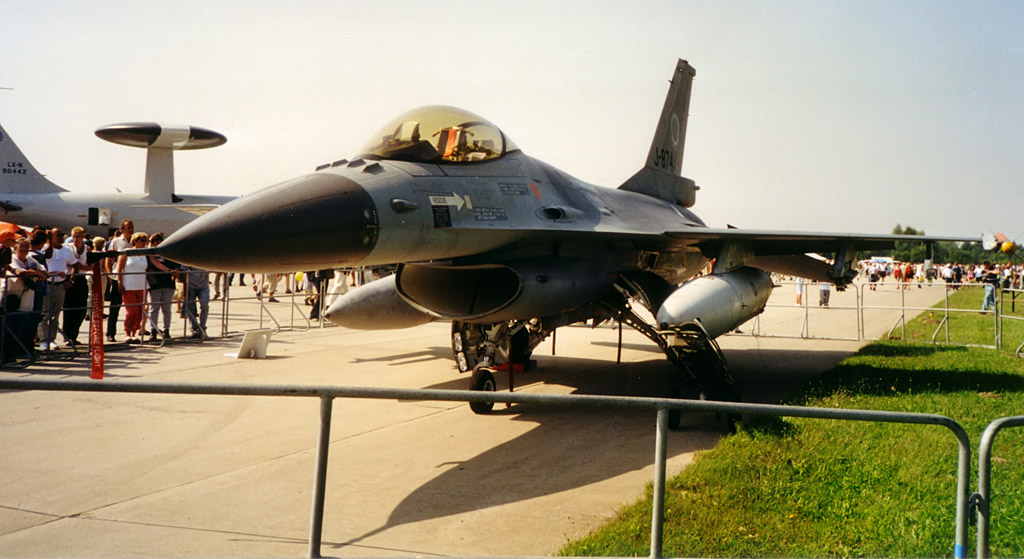
F-16战机的兩具副油箱是掛在機翼下方

另外比較少見的安裝位置是在機翼上方，靠近中間的位置。譬如英國與法國合作設計的美洲豹攻擊機與英國的閃電戰鬥機都可以在這個位置安裝副油箱。

## 材料
曾經實際上使用於副油箱的材料包括木材、竹子、紙張纖維與鋁合金，二次世界大戰中期以後以紙張纖維和鋁合金使用的比例較高。進入噴射機時代之後，由於速度和飛行時對油箱產生的力量，鋁合金成為廣泛考慮的對象。

## 外型
除了早期為了配合機身形狀而設計的不可拋棄型副油箱以外，外型設計上都以流線形為主要的設計方向，為得是要減少產生的阻力，對飛機運動性與穩定的負面影響，降低與飛機分離時撞擊其他攜帶裝備或者是機身結構等。有些副油箱在尾部具有平衡用的小型固定翼面，功用上就是為了達到前述的目的。
雖然大多數的副油箱的外型採取流線形，有些設計在中央部份較為扁平而不是圓弧的曲線，特別是在容量較大的副油箱外形上，這是為了遷就攜帶於機腹下方時需要與地面保持適當的安全距離。

## 使用限制
副油箱的外型與容量大小和使用的飛機必須配合，同時在操作上也有不同的限制。與飛機的使用搭配上需要考慮的地方包括：
- 飛機掛載副油箱位置的最大呈載重量限制。
- 副油箱與機身或者是其他裝備之間的安全距離。
- 副油箱，尤其是在機腹下方位置，在起飛與降落時與地面的安全距離。
- 副油箱在飛行時對於飛機和附近裝備的影響以及有無碰撞的危險。
- 副油箱分離時的安全性。
- 副油箱的管線設計是否與飛機相配合，而不至於影響燃料的正常供給或是產生漏油的情況。

與飛機的操作配合上需要考慮的地方有：
- 副油箱對飛行性能的影響，包括有燃料與沒有燃料時飛機控制的差異。
- 最大飛行速度的限制。
- 最大拋離時的飛行速度限制。
- 如果無法順利拋棄而造成不對稱的情況，像是只有一邊副油箱順利拋棄時，飛機是否可以繼續有效的保持穩定飛行。
- 武器發射時會不會對副油箱或者是管線造成危險。

1. ↑  . www.icswb.com.   [2024-10-18]. （原始内容存档于2024-12-02）.